# Лю Чжаосюань
Лю Чжаосюа́нь (кит. трад. 劉兆玄, упр. 刘兆玄, пиньинь Liú Zhàoxuán, родился 10 мая 1943 года), премьер-министр Китайской республики (2008–2009). Лю также бывший президент тайваньского Сучжоуского университета и тайваньского Национального университета Цинхуа.

## Биография
Лю Чжаосюань родился в годы Второй мировой войны в Чэнду провинции Сычуань. Он получил степень бакалавра в Национальном университете Тайваня в 1965 году, степень магистра в Шербрукском университете в 1968 году и докторскую степень в университете Торонто в 1971 году.
С 1993 по 1996 год министр транспорта.
С 1997 по 2000 вице-премьер.
В 2004 году стал президентом тайваньского Сучжоуского университета.
В апреле 2008 года, президент Ма Инцзю попросил его занять пост премьер-министра Китайской республики. Он принял пост и его премьерство началось с 20 мая 2008 года. 7 сентября 2009 года подал в отставку, приняв на себя ответственность за ошибки правительства, которые привели к большому числу жертв во время тайфуна «Моракот».
Лю является писателем, он — автор ряда произведений в жанре «Уся»

## Награды
- Большая лента специального класса ордена Бриллиантовой звезды (16 мая 2000 года)